# Československý amatérský jazzový festival
Československý amatérský jazzový festival je tradiční hudební akce, konající se v Přerově. Je to kulturní a společenská událost, která vznikla v 2. polovině 20. století.[kdy?]

## Vznik

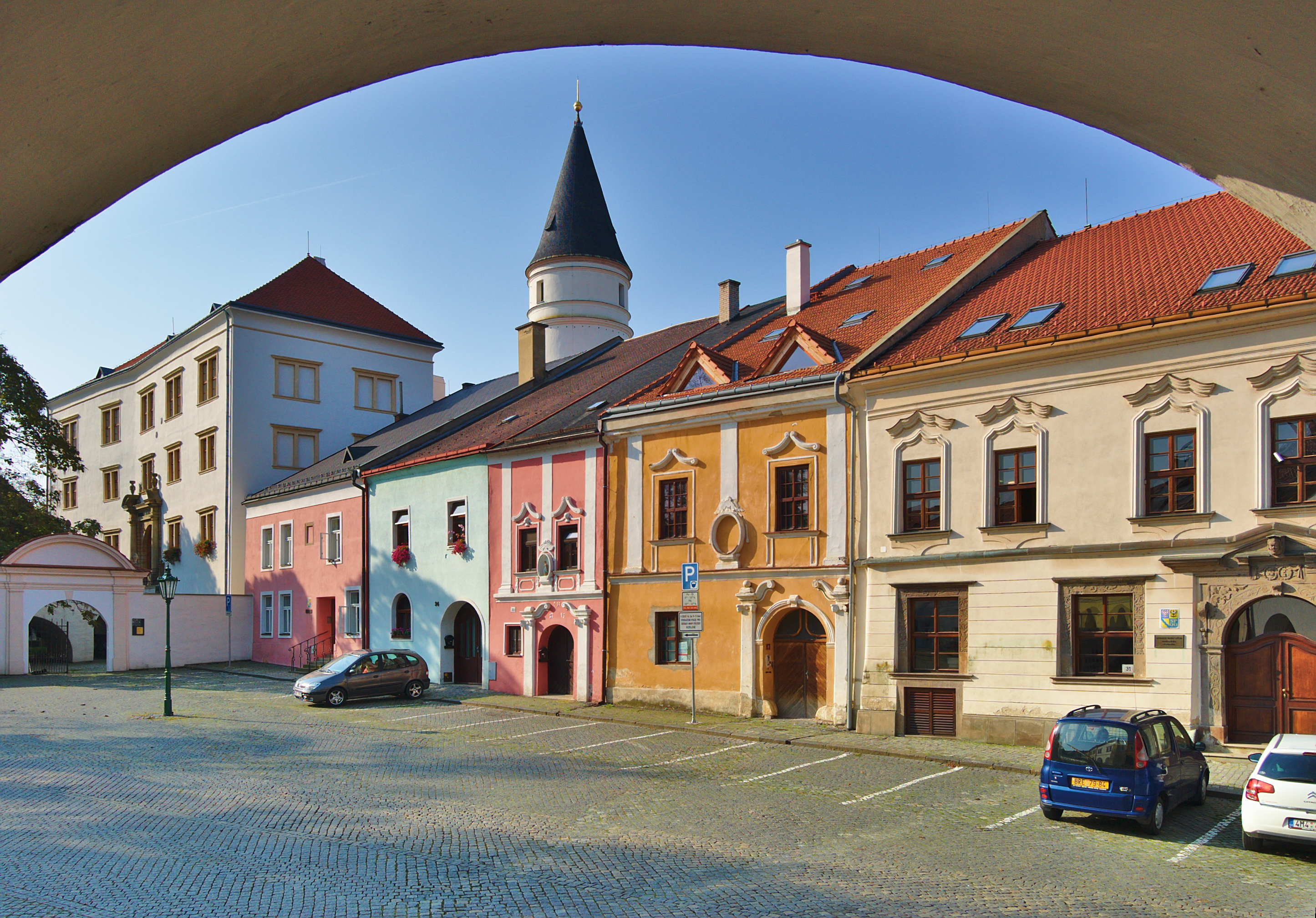
Přerov, Horní náměstí

První zmínku můžeme již najít v roce 1926, kdy poprvé zazněl jazz v Městském domě v centru Přerova. Díky jeho oblíbenosti mezi lidmi se v roce 1965 rozhodl Rudolf Neuls st. založit oficiální festival. Rudolf Neuls sr. byl rodilý Přerovan, absolvoval Střední průmyslovou stavební školu v Lipníku. Pocházel z muzikantské rodiny, která ho přivedla k hudbě a hře na kontrabas. Se svými spolužáky ze střední školy si založili kapelu jménem P. S. Q. tj. Přerovské strojírny Quintet. Postupně se začal hudbou živit, hrál na bicí v kapele VOX. V pozdějších časech se hudbě věnoval natolik, že jezdil jako porotce na různé Soutěže tvořivosti mládeže. Zde také vznikla myšlenka uspořádat jazzový festival. V té době se v ústředních kolech soutěžilo v oboru moderní taneční muziky, ale vládnoucím žánrem byl jazz. Když u nějaké kapely zazněly jazzové prvky, hned jim byly připočteny body navíc a soutěžící, kteří přišli hrát taneční hudbu moc štěstí neměli. To se Rudolfovi nelíbilo a na schůzích poradního sboru v Ústředním domě lidové umělecké tvořivosti, svůj nesouhlas sdílel. Když došel k názoru, že s tímto problémem sbor nic neudělá, rozhodl se založit v Přerově jazzový festival, aby jazzový nadšenci měli své místo. První ročník Československého amatérského jazzového festivalu probíhal ve dnech 3. až 5. června 1966.

## Vývoj
Hned první ročník festivalu nasadil disponoval odbornou porotou. Po devíti letech ale nastaly problémy a festival se po desátém konání přesunul do Kroměříže. Kvůli tomuto nastala jedenáctiletá přestávka, následně se ale v roce 1985 jazzoví nadšenci vrátili zpět do Přerova. Pozměnil se název na „Přerovský jazzový festival“. Roku 1993 byl založen nadační fond Přerovského jazzového festivalu. Tři roky potom nastala další změna a to přejmenování na „Československý jazzový festival“, tento název se od té doby používá dodnes. Po těchto problémech se festival koná každoročně pravidelně v říjnu. Součástí je i „Jazz u piva“, přehlídka jazzových kapel a restaurací v okolí.

## Známé osobnosti
V průběhu let se do Přerova dostali čeští i celosvětoví hudebníci a kapely jako např. Jany McPherson Trio, Rudy Linka, Dean Brown, Chris Potter, Marcus Miller, The Bad Plus, Nik West, Mike Stern a mnoho dalších.